# Tritonicula wellsi
Tritonicula wellsi is een slakkensoort uit de familie van de Tritonia's (Tritoniidae). De wetenschappelijke naam van de soort werd in 1961, als Tritonia wellsi, voor het eerst geldig gepubliceerd door Er. Marcus. In 2020 werd een aantal Tritonia-soorten werd verplaatst naar een nieuw geslacht Tritonicula als resultaat van een integratieve taxonomische studie van de Tritoniidae-familie.